# EBS 교육진단
《EBS 교육진단》은 EBS 1TV에서 목요일 낮 12시 10분에 방송하는 교양 프로그램이다.

## MC
- 최윤영